# Алтайська сільська рада (Алтайський район)
Алта́йська сільська рада (рос. Алтайский сельский совет) — сільське поселення у складі Алтайського району Алтайського краю Росії.
Адміністративний центр та єдиний населений пункт — село Алтайське.

## Населення
Населення — 14151 особа (2019; 13713 в 2010, 13962 у 2002).